# Berk Uğurlu
Berk İbrahim Uğurlu (Şişli, Estambul, 27 de abril de 1996) es un baloncestista turco que pertenece a la plantilla del Beşiktaş de la Türkiye Basketbol Süper Ligi, la primera categoría del baloncesto turco. Con 1,92 metros de estatura, juega en la posición de base.

## Trayectoria deportiva

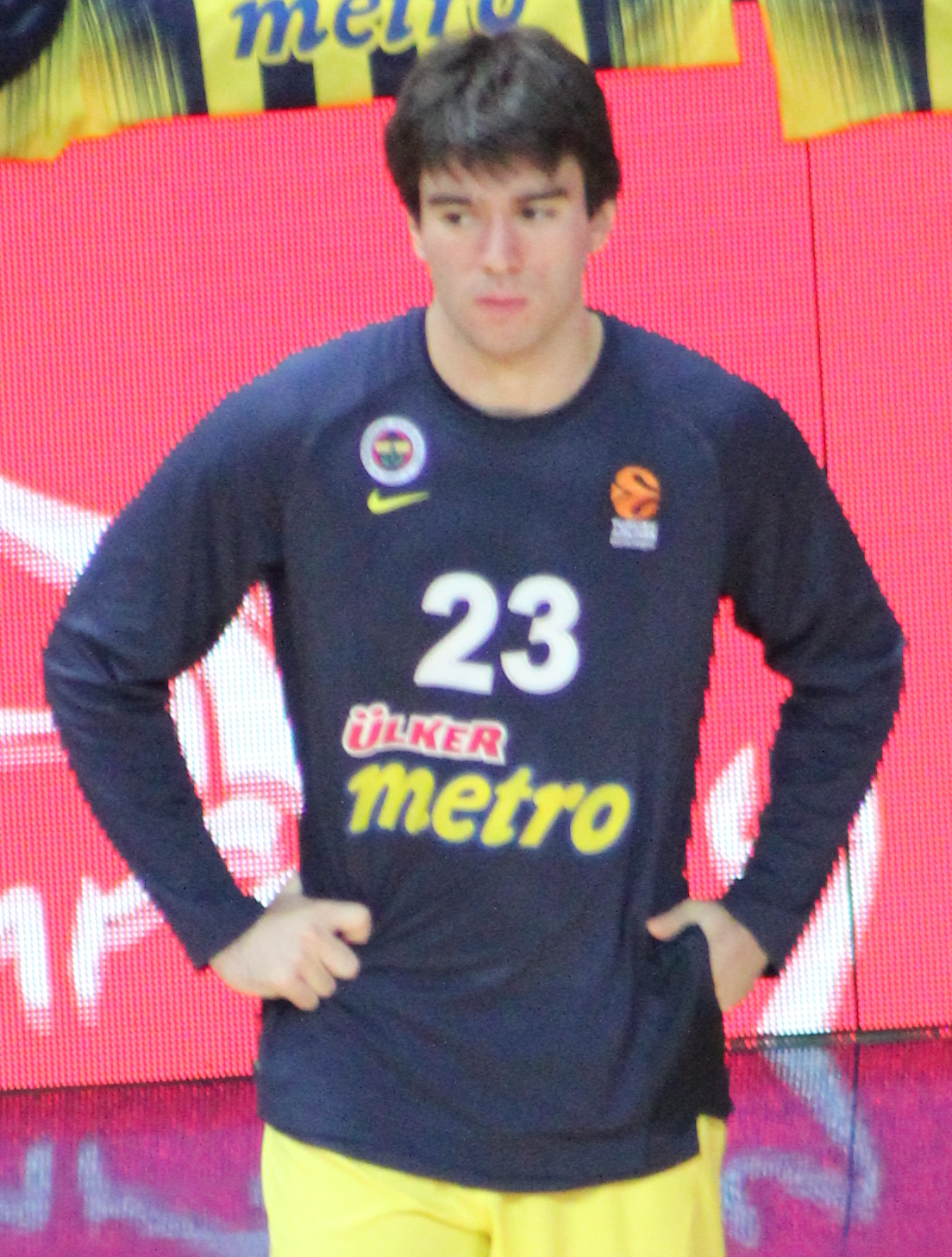
Berk Uğurlu en 2016.

### Profesional
Comenzó a jugar en las categorías inferiores del Fenerbahçe Ülkerspor, debutando con el primer equipo en la temporada 2012-13, aunque de manera continuada no lo hizo hasta la temporada siguiente, en la que promedió 3,3 puntos y 3,2 asistencias por partido. Ese año conseguiría además su primer título de liga, derrotando en la final al Galatasaray Liv Hospital.
En la temporada 2015-16 promedió 2,5 puntos y 1,8 asistencias por partido. Ese año se presentó al Draft de la NBA de 2016, pero finalmente no resultó elegido.
El 27 de junio de 2023 fichó por el Beşiktaş de la Basketbol Süper Ligi (BSL) turca por dos temporadas.

### Selección nacional
Ha formado parte de la selección de Turquía desde la categoría sub-16, con la quer ganó la medalla de oro en el Europeo de 2012, medalla que repetiría los dos años siguientes en la categoría sub-18, mientras que en el Mundial su-19 de 2015 logró la medalla de bronce, al igual que en los Europeos sub-20 de 2015 y 2016. Su mejor actuación fue en el europeo sub-20 de 2015, en el que promedió 7,3 puntos, 3,7 asistencias y 2,7 rebotes por partido.